# Église Saint-Eustache d'Oranjestad
L'église Saint-Eustache (en néerlandais : Sint Eustatius Kerk) est une église catholique, située à Oranjestad, sur l'île de Saint-Eustache, dans les Petites Antilles.

## Histoire
L'église Saint-Eustache suit le rite latin et dépend du diocèse de Willemstad, localisé à Curaçao. Elle est située à proximité des deux principales attractions de l'île, le Fort Oranje et du Musée de la Fondation historique de Saint-Eustache.